# Zephyria
Zephyria  è una caratteristica di albedo della superficie di Marte.